# Muckle Flugga

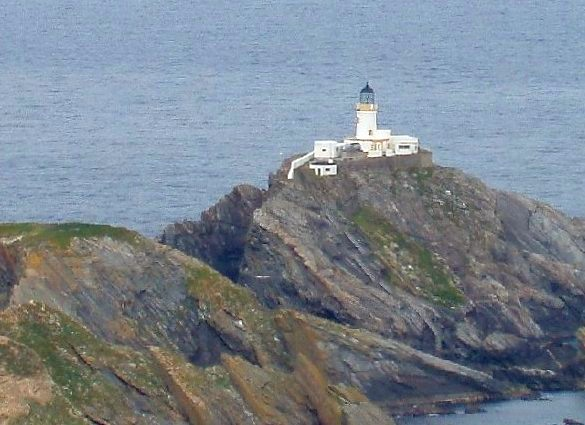
Fyrtornet på Muckle Flugga

Muckle Flugga är en liten bergig ö norr om Unst bland Shetlandsöarna i Skottland. Den beskrivs ofta som den nordligaste ön av de brittiska öarna, men den mindre Out Stack ligger nordligare.
Namnet kommer från fornnordiskans Mikla Flugey som betyder stora stupkantade ön.
Enligt lokal folklore bildades Muckle Flugga och den närliggande Out Stack när de två jättarna Herma och Saxa blev kära i samma sjöjungfru. De slogs om henne genom att kasta stora stenar mot varandra och en av dessa blev Muckle Flugga. För att få stopp på dem erbjöd sjöjungfrun giftermål med den som kunde ta henne till Nordpolen. De båda följde med henne och drunknade eftersom ingen av dem kunde simma.
År 1854 byggdes ett fyrtorn på Muckle Flugga av Thomas och David Stevenson. Ursprungligen byggdes det för att skydda båtar under Krimkriget. Det är Storbritanniens nordligaste fyrtorn och automatiserades 1995.